# Литетсбург
Литетсбург (њем. Lütetsburg) општина је у њемачкој савезној држави Доња Саксонија. Једно је од 24 општинска средишта округа Аурих. Према процјени из 2010. у општини је живјело 782 становника. Посједује регионалну шифру (AGS) 3452016.

## Географски и демографски подаци
Литетсбург се налази у савезној држави Доња Саксонија у округу Аурих. Општина се налази на надморској висини од 0 метара. Површина општине износи 16,7 km². У самом мјесту је, према процјени из 2010. године, живјело 782 становника. Просјечна густина становништва износи 47 становника/km².